# Dermbach
Dermbach (Mundart: Dermich) ist eine Gemeinde des Wartburgkreises in der thüringischen Rhön. Sie ist erfüllende Gemeinde für Empfertshausen, Oechsen, Weilar und Wiesenthal.

## Geografie

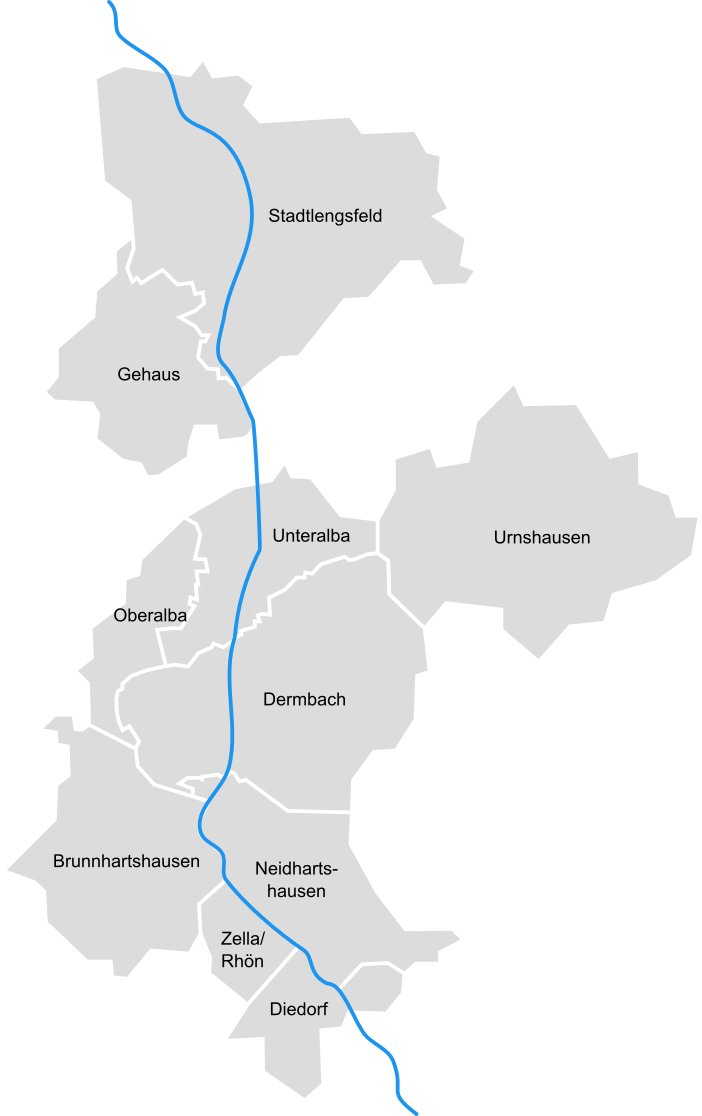
Gemeindegliederung (Stand 2022)

Dermbach liegt zentral in der kuppenreichen Vorderrhön im mittleren Feldatal, direkt an der B 285.

### Gemeindegliederung
Zur Gemeinde Dermbach gehören folgende Ortsteile:
- Dermbach mit Glattbach, Lindenau, Lindigshof, Mebritz
- Oberalba
- Unteralba
- Brunnhartshausen mit Föhlritz und Steinberg
- Diedorf
- Gehaus mit Hohenwart
- Neidhartshausen
- Stadtlengsfeld mit Menzengraben
- Urnshausen mit Bernshausen und Hartschwinden
- Zella/Rhön

## Geschichte
Der Ort wurde 1145 erstmals als „Tirmbach“ urkundlich erwähnt.
Der Burg Dermbach folgten Kirchenbauten. Schon vor der 1714 eingeweihten Dreieinigkeitskirche standen am gleichen Ort mehrere Kirchen. Es wird aber berichtet, dass der Bergfried der Vorgängerbau der Kirchtürme sei. Das nebenan liegende Schlossgelände besitzt massive Umfassungsmauern und kann einst zur Burg gehört haben.
Der Gerichtssitz am Ort kam 1317 von den Herren von Frankenstein an das Kloster Fulda, das 1326 den gesamten Ort mit allem Zugehör erwarb. Die Fuldaer Äbte nahmen zeitweilig ihren Amtssitz des Amts Fischberg im von ihnen 1706 erbauten Dermbacher Schloss. Zwischen 1810 und 1813 gehörte das Fürstentum zum Großherzogtum Frankfurt. Nach dem Wiener Kongress 1815 kam Dermbach an das Großherzogtum Sachsen-Weimar-Eisenach und wurde 1850 zum Sitz der Bezirksdirektion für die Amtsbezirke Dermbach, Geisa, Kaltennordheim, Lengsfeld, Ostheim v.d.R. und Vacha. 1922 kam Dermbach mit den meisten dieser einst großherzoglichen Bezirke zum Landkreis Eisenach, 1950/52 zum Kreis Bad Salzungen und 1994 zum Wartburgkreis.

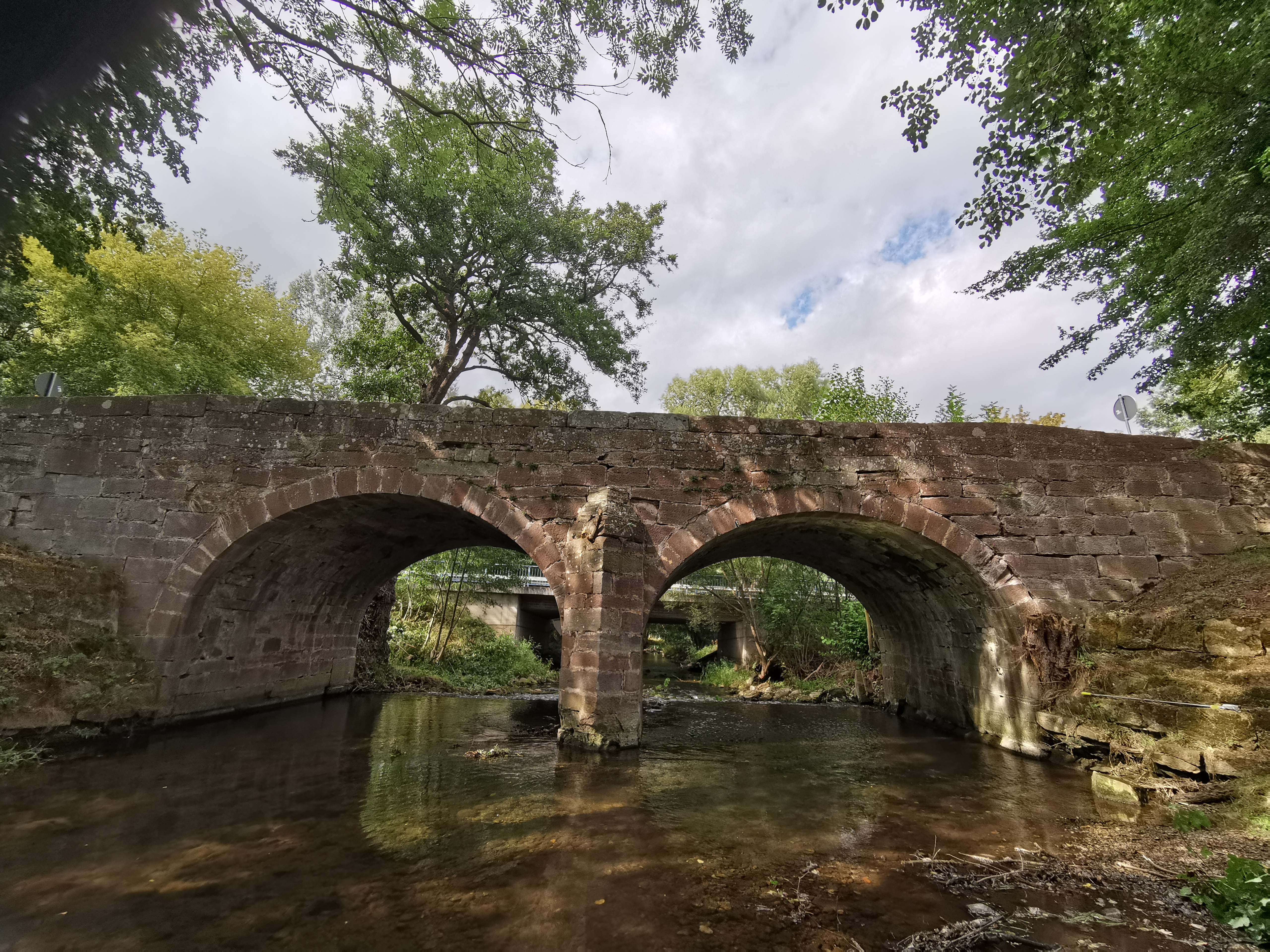
Feldabrücke von 1791 gestiftet vom letzten Fürstabt zu Fulda

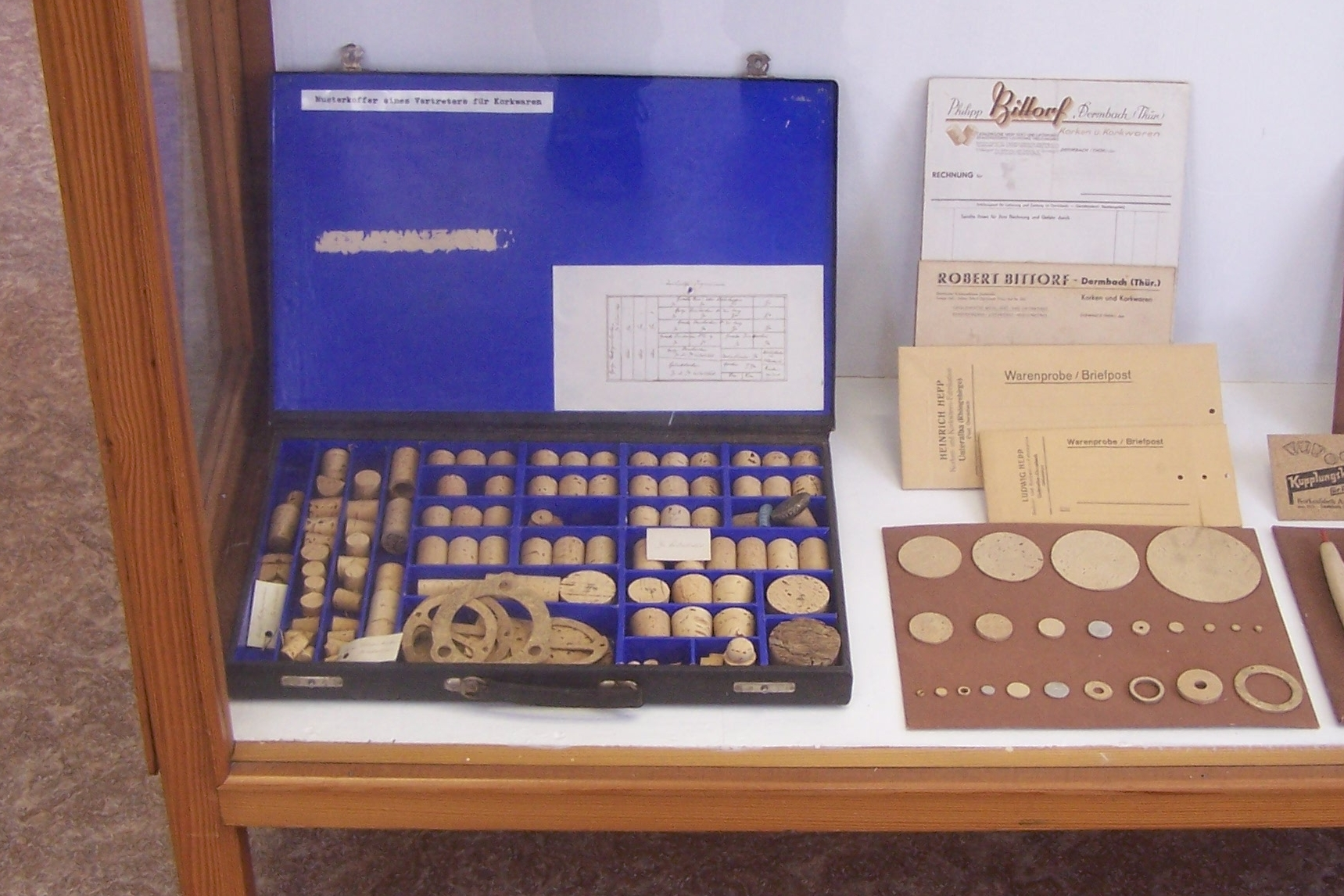
Musterkoffer mit Korkartikeln aus Dermbach

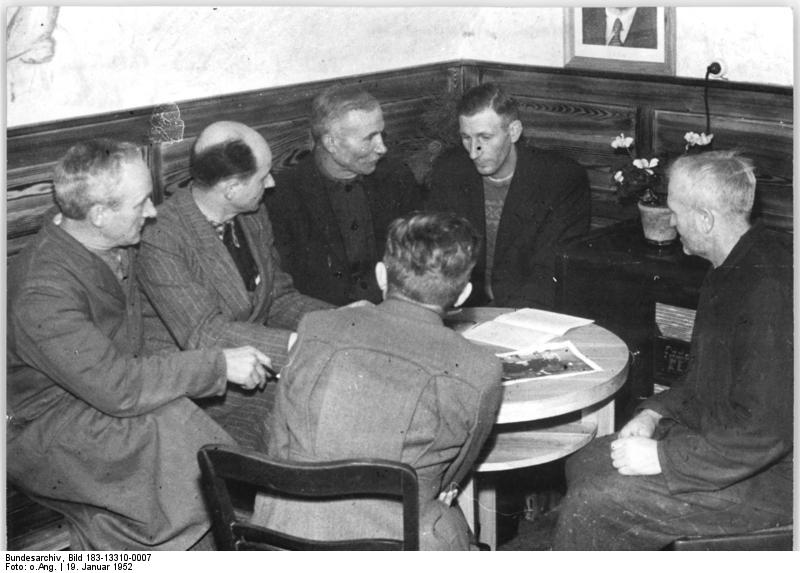
Bauern aus Dermbach in den 1950er Jahren, Bild aus dem Bundesarchiv

Der Ort war seit dem 16. Jahrhundert traditionell vom Textilgewerbe geprägt, das insbesondere nach der Erlangung des Marktrechts 1716 erblühte. Für den Handelsverkehr in das benachbarte Meininger Gebiet wurde der Bau der Feldabrücke bedeutsam. Die 1791 vom Fürstabt Adalbert von Harstall gestiftete Natursteinbrücke befindet sich an der Straße nach Wiesenthal. Im Jahr 1856 begann der Ruhlaer Manufakturbesitzer Leo Ziegler in Dermbach eine Werkstatt für Korkschneideprodukte einzurichten. Die Fabrikation war sehr erfolgreich und bot bereits im Jahr 1860 fast 500 Arbeitsplätze, für die keine Ausbildung oder handwerkliche Geschicklichkeiten erforderlich waren. Die Jahresproduktion der Dermbacher Korkmanufaktur umfasste in diesem Jahr bereits 50 Millionen Stöpsel für Flaschen. Im Ort bestanden zu diesem Zeitpunkt auch sechs Mühlen, Gerbereien, eine Apotheke, eine Sparkasse, die Postexpedition sowie die staatlichen Behörden und Gerichte. Dermbach hatte damit einen städtischen Charakter erreicht, ohne das Stadtrecht zu besitzen.
Am 4. Juli 1866 fand im Deutschen Krieg ein Gefecht bei Dermbach zwischen preußischen und bayrischen Truppen statt, aus dem keine der Kriegsparteien als eindeutiger Sieger hervorging. Auf preußischer Seite fielen 48 Mann, die bayrischen Truppen verloren 62 Mann. Ihnen wurde 1868 über den Gräbern ein gemeinsames schlichtes Denkmal errichtet.
1924 wurde in der Nähe von Dermbach ein 1,5 Kilogramm schwerer Eisenmeteorit gefunden. Er befindet sich heute im Museum für Naturkunde (Berlin).
Im Jahr 1955 lebten im Ort 2139 Einwohner. Außer Land- und Forstwirtschaft waren traditionell auch Betriebe der Glas- und Holzverarbeitung in Dermbach vertreten.
1994 kam Dermbach zum Wartburgkreis. Bereits seit 1992 gehörte es der Verwaltungsgemeinschaft Dermbach an. Mit Auflösung dieser am 1. Januar 2019 wurden die Mitgliedsgemeinden Brunnhartshausen, Neidhartshausen, Stadtlengsfeld, Urnshausen, Zella/Rhön sowie die Gemeinde Diedorf, für die Kaltennordheim bisher die erfüllende Gemeinde war, nach Dermbach eingemeindet. Für die übrigen Mitgliedsgemeinden sowie Empfertshausen, für das ebenfalls Kaltennordheim bisher die erfüllende Gemeinde war, wurde Dermbach die erfüllende Gemeinde.
Dermbach besaß ein Kreiskrankenhaus, das zuletzt als Rehaklinik gedient hat. Nach Jahren des Verfalls fand das Haus 2012 einen neuen Besitzer. Es wurde 2018 abgerissen.

## Politik

### Gemeinderat
Der Gemeinderat in Dermbach setzt sich aus 20 Ratsmitgliedern zusammen:
- CDU: 14 Sitze
- DIE LINKE / Bürger f. d. Region: 4 Sitze
- SPD: 2 Sitze

(Stand: Kommunalwahl am 26. Mai 2024)

### Bürgermeister
Zum Bürgermeister wurde im Juni 2016 Thomas Hugk (CDU) gewählt. Am 12. Juni 2022 wurde er mit 872 Prozent bei einer Wahlbeteiligung von 33,0 Prozent wiedergewählt.

### Wappen
Das Wappen wurde vom Heraldiker Uwe Reipert gestaltet.

## Kultur und Sehenswürdigkeiten

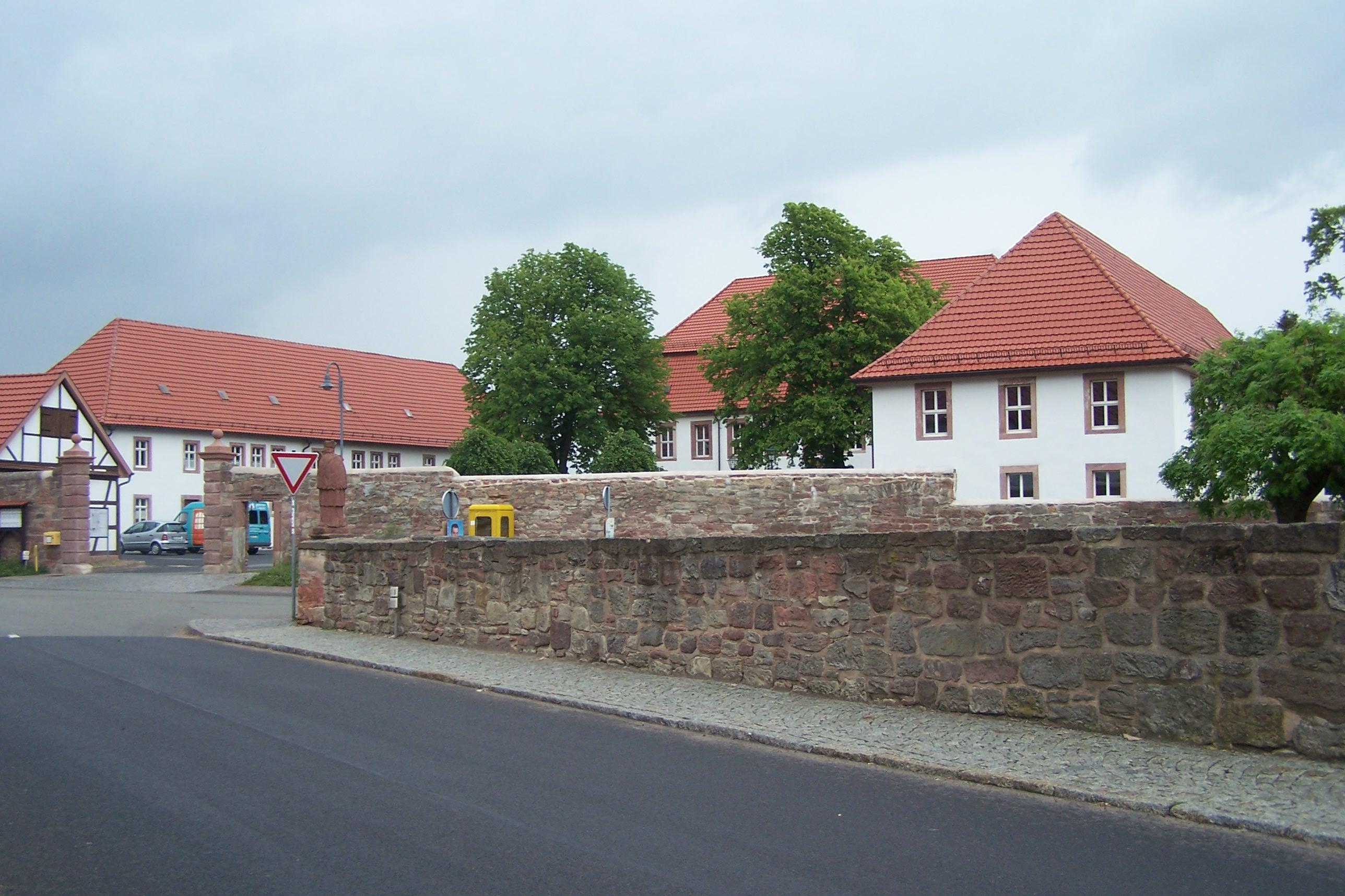
Schloss Dermbach

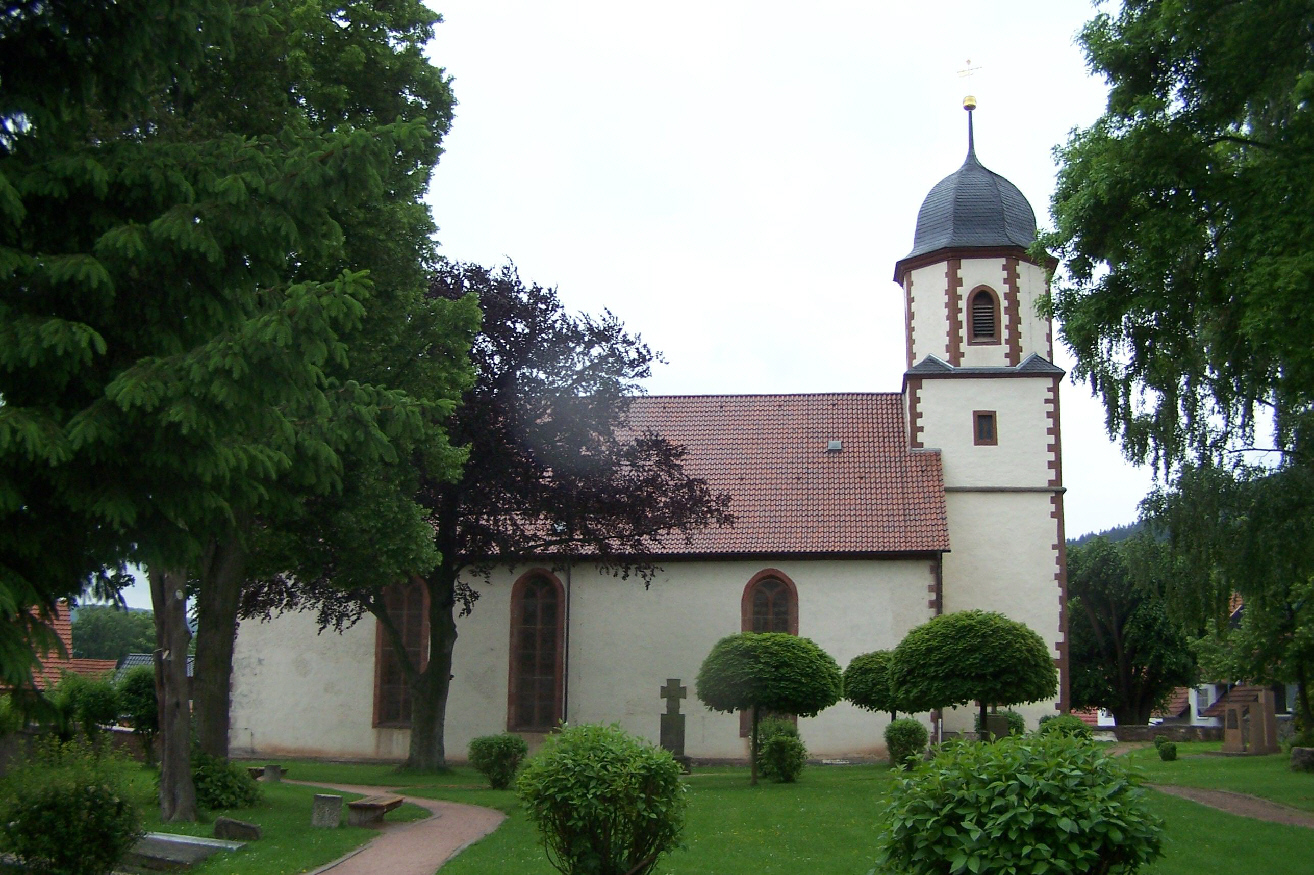
Evangelische Kirche

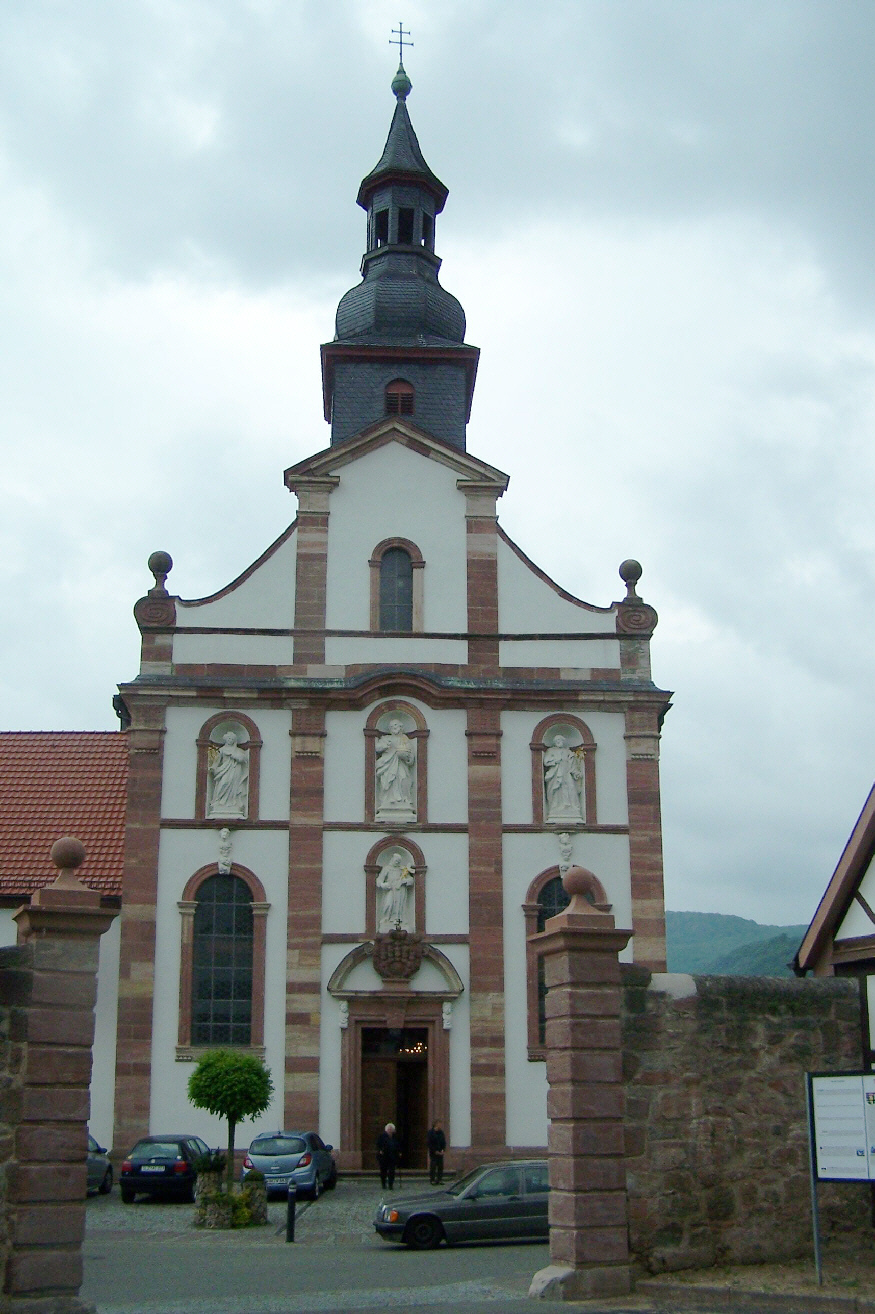
Katholische Kirche

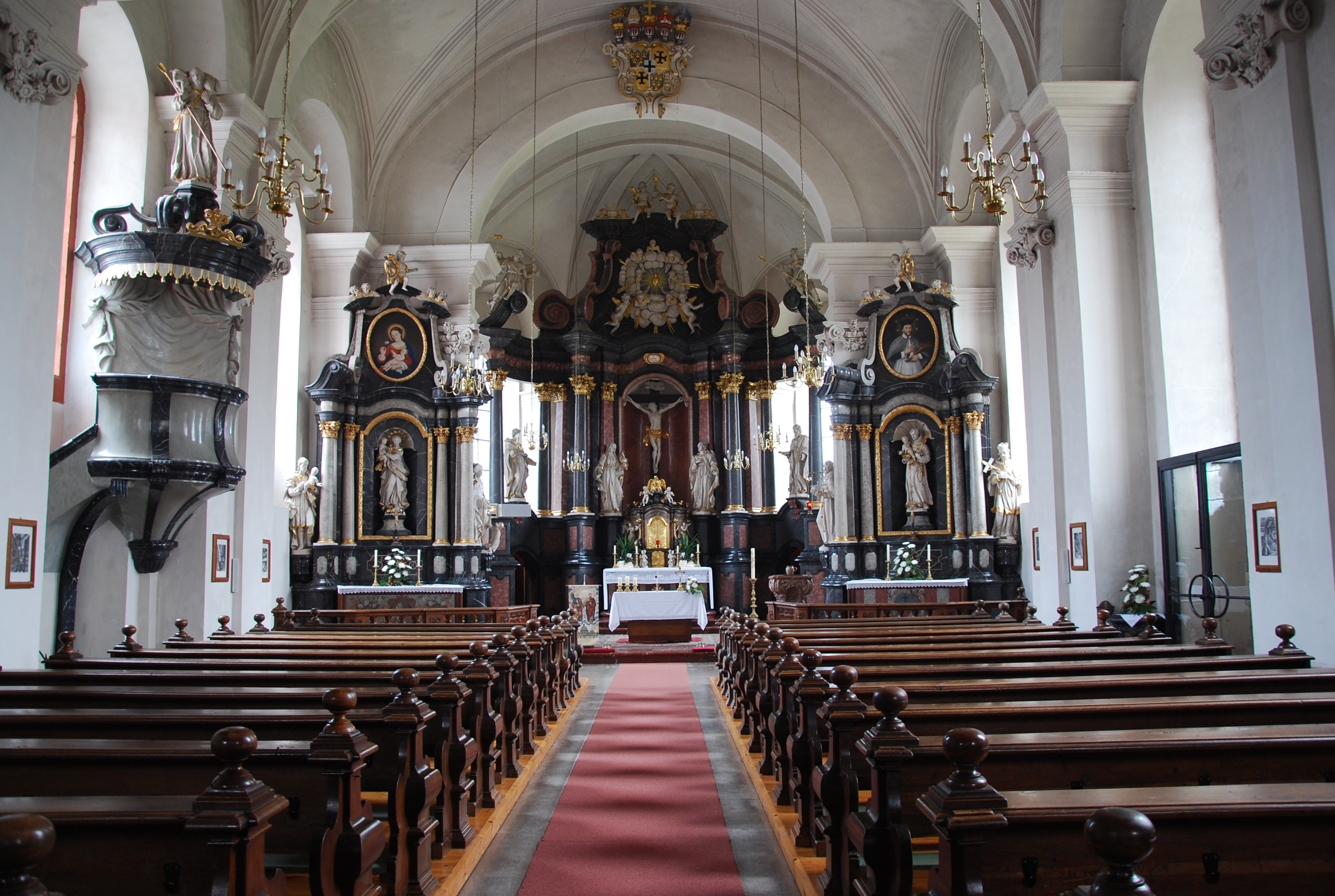
Innenansicht der katholischen Kirche

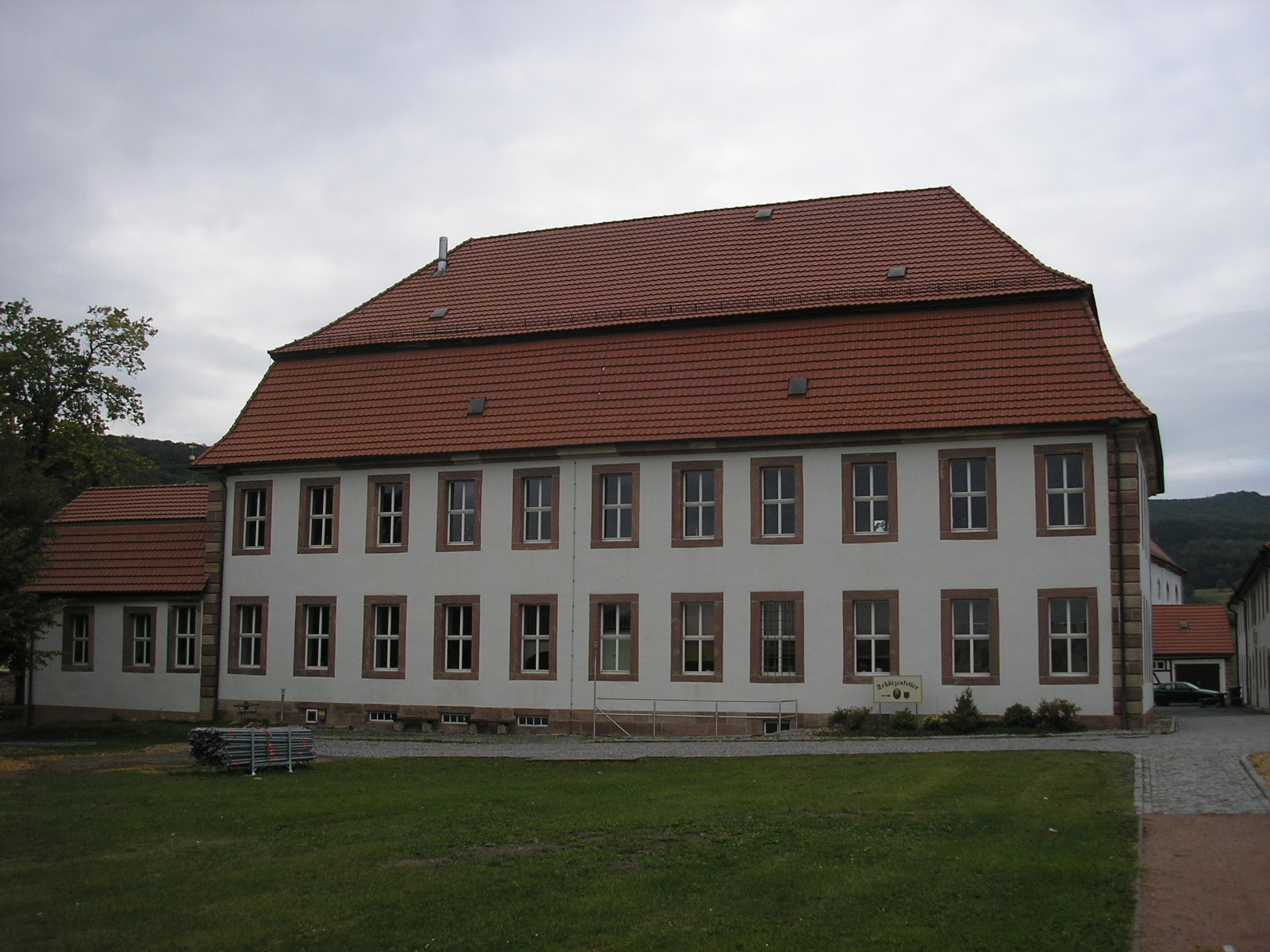
Rückansicht des Schlosses

Dermbach ist ein guter Ausgangspunkt für lohnende Rhönwanderungen auf ausgeschilderten Wanderwegen (ca. 65 km). Sehenswürdigkeiten sind der historische Marktplatz, schöne Fachwerkhäuser, Dorfbrunnen, Backhaus und das Heimatmuseum. Eine weitere Besonderheit ist das Naturschutzgebiet Ibengarten mit dem ältesten Eibenbestand Deutschlands (600–800 Jahre).

### Bauwerke
- Das Dermbacher Schloss entstand 1707 als Sitz der Amtsverwaltung durch den Fuldaer Fürstabt Adalbert von Schleifras. Das Schloss besteht aus drei Gebäuden im Barockstil, die einen weiten rechteckigen Hof umschließen. Das Innere des Hauptgebäudes, indem sich bis 1736 die Kapelle des gegenüberliegenden Franziskanerklosters (Das Kloster bestand zwischen 1730 und 1817[15]) und die katholische Schule befanden, enthält einen großzügigen Treppenaufgang und Decken mit Schmuckornamenten. Das Schloss wurde bis 1918 als Verwaltungsgebäude genutzt. Danach wurden die Gebäude durch das Forstamt, die Polizei, ein Museum, eine Jugendherberge oder als Amtsstube genutzt. Im Jahr 1952 zog die Grenzpolizei und später das Grenzregiment „Florian Geyer“ der Nationalen Volksarmee der DDR ein. Gegenwärtig wird das Schloss als Bürgermeisteramt, Bibliothek und für Jugend- und Kulturräume genutzt.
- Die evangelische Dreieinigkeitskirche ist ein barocker Bau von 1714, in den Teile eines Vorgängerbauwerks eingeflossen sind. Zu den Kunstschätzen der Kirche zählt ein spätgotisches Abendmahlrelief aus dem 15. Jahrhundert. Die Kirche birgt eine Orgel von Johann Casper Beck aus dem Jahre 1754, die in den Jahren 2002 bis 2004 im barocken Gehäuse erneuert wurde durch Orgelbau Waltershausen.

- Die katholische Kirche St. Peter und Paul[16] ist eine barocke, einschiffige Kirche von 1731/36, die an ihrer Ostfassade reichen Bauschmuck und ein wappengeschmücktes Portal hat.
- Das Gasthaus Sächsischer Hof wurde als repräsentativer zweigeschossiger Fachwerkbau 1623 erbaut. Das Obergeschoss mit dem Fachwerk stammt aus dem Jahr 1901. Bis zum Beginn des Zweiten Weltkriegs, insbesondere in den 1920er und 30er Jahren, trafen sich hier Fischer aus ganz Europa und Übersee, um in der Felda Forellen zu angeln. Prominente Gäste des Gasthauses sollen u. a. der Schriftsteller Ernest Hemingway gewesen sein. Das Gebäude wurde in den 2000er Jahren grundlegend saniert und als 4-Sterne-Haus wiedereröffnet.
- Der von Steinplatten umgrenzte Dorfanger mit Linde und Gerichtstisch befindet sich unterhalb der evangelischen Kirche am Schlossberg.Der Baier

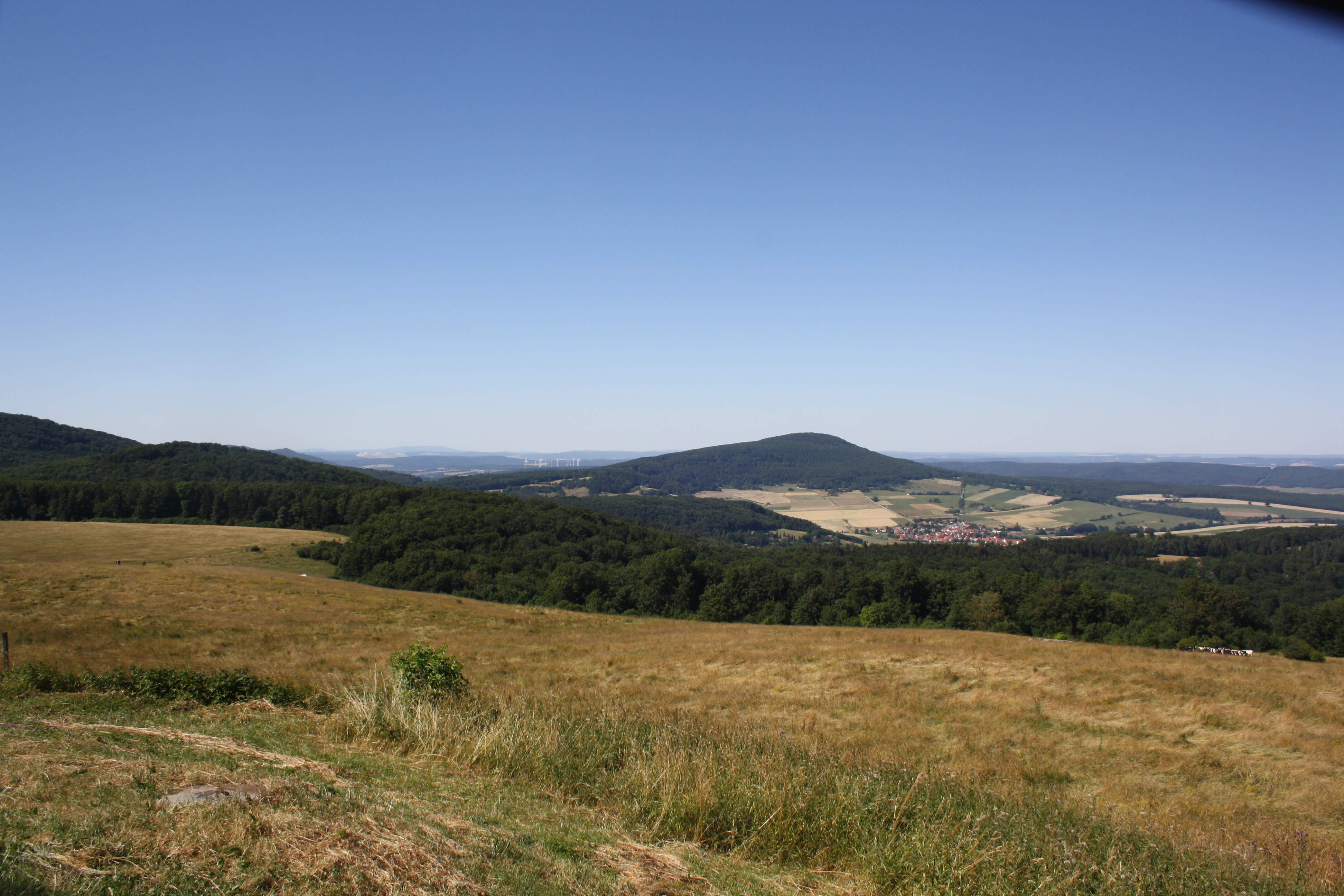
Der Baier

- Die historische Feldabrücke von 1791: Nachdem die alte Brücke vom Hochwasser zerstört wurde, hat sie 1791 Adalbert von Harstall gestiftet. Es ist eine der letzten (wenn nicht sogar die letzte) zweijochige Sandsteinbrücke ihrer Zeit.

### Museum der Thüringischen Rhön
In Dermbach, am Schloßberg, befindet sich das 1932 gegründete Heimatmuseum für das Eisenacher Oberland, seit 1959 in ein Museum zur Kunst- und Sozialgeschichte der Thüringischen Rhön umgewidmet. Das Museum informiert über die Entwicklung der heimischen Handwerks- und Industriezweige – insbesondere das Schnitzerhandwerk. Das Museum beherbergt zudem zwei Galerien.

### Naturdenkmale
Mehrere Bäume in der Gemarkung sind als Naturdenkmal ausgewiesen:
- Lutherlinde
- Dorflinde
- Apotheker-Keller-Linde
- Linde an der Hirtentränke
- Stieleiche auf dem Feld bei Glattbach
- Linde auf der Trift bei Glattbach
- 1791 erbaute Feldabrücke seit 2009 Kulturdenkmal

### Musical Rhönpaulus
Das Musical Rhönpaulus wurde in Regie des Kunst- und Kulturvereins Dermbacher Schloss e. V. am 31. Juli 2009 uraufgeführt. Komponist und Regisseur ist Hans Aschenbach. Das Stück behandelt das abenteuerliche Leben des Rhön-Paulus – eines legendären Freigeistes und Räubers aus der Rhön im 18. Jahrhundert.

2012 wurde das Musical zwischen dem 17. August und 26. August erneut aufgeführt. Der "Kunst und Kulturverein Dermbacher Schloss e. V. setzte das Stück auf einer Freilichtbühne im Dermbacher Schloss um. Die Regie wurde wieder von Hans Aschenbach übernommen. In dieser Neuauflage wurde die Figur des Paul von Maximilian Mann gespielt. Die Geliebte von Paul, Johanna wurde von Elisabeth Hübert verkörpert.

## Regelmäßige Veranstaltungen

### Taubenmarkt
Seit Dermbach 1716 das Marktrecht erhielt, wurden vierteljährlich Viehmärkte abgehalten, die bereits damals Jahrmarktcharakter besaßen und so eine große Anziehungskraft auf die Bewohner der Nachbarorte ausübten.
Im Zweiten Weltkrieg fast zum Erliegen gekommen, wurde diese Markttradition 1945 von dem Dermbacher Bürger Friedrich Denner (genannt „Chinafritz“) als Taubenmarkt wieder neu belebt. Seine größte Leidenschaft waren Tauben, und er ging selbst bei größtem Schneegestöber zu Fuß bis nach Geisa zum Markt.

### Kirmes
Jedes Jahr Mitte Oktober findet in Dermbach die Kirmes statt.

### Karneval
Der Dermbacher Carneval Club (DCC) wurde am 11. November 1953 von einigen Dermbacher Bürgern ins Leben gerufen. Der DCC veranstaltet jährlich in der Karnevalssaison verschiedene Bälle, Galas und einen Umzug durch Dermbach.

## Ausflugsziele
Die Dermbacher Umgebung bietet reizvolle Ziele für Wanderungen und Tagesausflüge.
- der Baier ist ein bewaldeter, 714 m hoher Berg und stellt den Rest eines erloschenen Vulkans dar.
- der kahle, etwa 670 m hohe Gläserberg ist ebenfalls ein beliebter Aussichtspunkt.
- Dermbach liegt direkt am Wanderweg Hochrhöner, welcher auf 180 km zwischen Bad Kissingen und Bad Salzungen durch die Rhön verläuft.
- der Ibengarten im Ortsteil Glattbach führt in das Wandergebiet der Wiesenthaler Schweiz am Fuße des Neuberges

## Wirtschaft und Infrastruktur

### Gewerbegebiete
Das Gewerbegebiet Untere Röde befindet sich am östlichen Ortsrand von Dermbach im Bereich des ehemaligen Dermbacher Bahnhofs. Es verfügt über eine Gesamtfläche von 8,6 ha (Stand 2009).

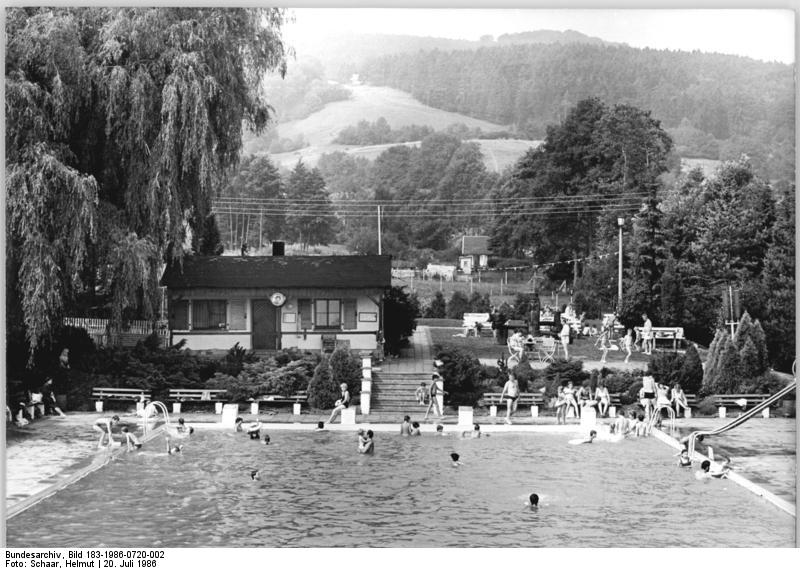
Schwimmbad 1986

### Freizeit- und Sportanlagen
- Schwimmbad
- Tennisplatz Unteralba
- Sportplatz Unteralba
- Turnhalle

### Verkehrsanbindung

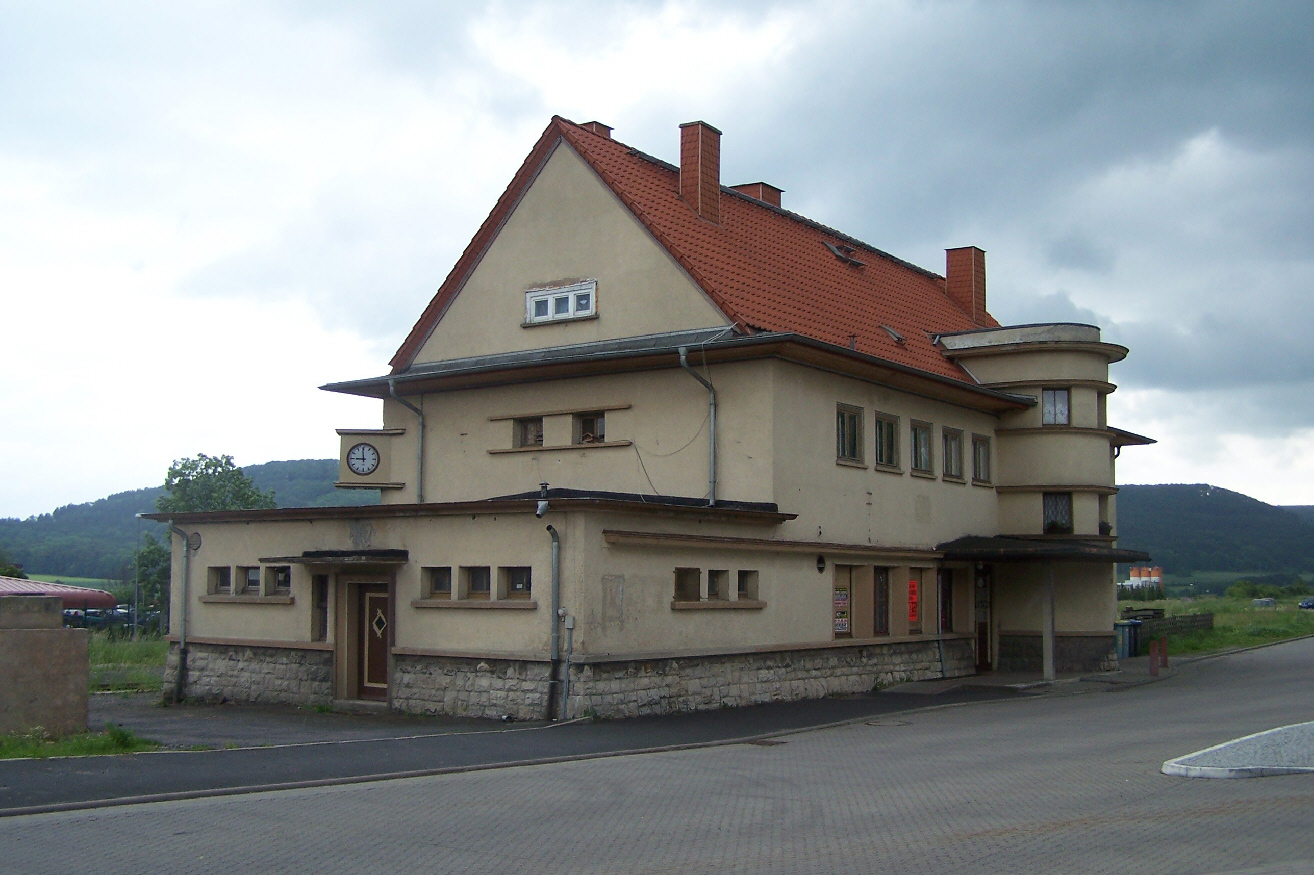
Der ehemalige Bahnhof von Dermbach (2009)

Dermbach liegt an der Bundesstraße 285, welche von Bad Salzungen nach Mellrichstadt führt. Außerdem führt durch Dermbach die Landesstraße 1026 (Geisa–Schmalkalden–Gotha).
Dermbach hatte einen Bahnhof an der Feldabahn (Dorndorf–Kaltennordheim). Die Strecke wurde 2003 stillgelegt und die Gleisanlagen 2008 demontiert. Heute befindet sich dort der Busbahnhof.
Dermbach wird durch Buslinien des Verkehrsunternehmen Wartburgmobil mit den benachbarten Gemeinden verbunden. Der Busbahnhof ist der zentrale Knotenpunkt im südöstlichen Teil des Liniennetzes.

### Wasser und Abwasser
Die Wasserver- und Abwasserentsorgung wird durch den Wasser- und Abwasserverband Bad Salzungen sichergestellt.

## Persönlichkeiten

### In Dermbach geborene Persönlichkeiten
- Julius Grobe (1807–1877), Komponist, Musikdirektor, Kantor und Schauspieler, geboren in Gehaus
- Theodor „Theo“ Lechner (1883–1975), Architekt
- Werner Schwarz (1924–2010), Maler und Grafiker
- Reinhold Schildbach (1933–2019), Agrar- und Brauwissenschaftler
- Werner Rauschhardt (1949–2019), Bildhauer und Restaurator

### Mit Dermbach verbundene Persönlichkeiten
- Ronny Ackermann (* 1977), ehemaliger Nordischer Kombinierer, verbrachte einen Teil seiner Kindheit in Unteralba
- Thomas Bing (* 1990), Mitglied im WSV Dermbach, Vize-Juniorenweltmeister und mehrfacher Medaillengewinner bei Juniorenweltmeisterschaften im Skilanglauf
- Roland Hoffmann (* 1938), lutherischer Theologe, war Superintendent in Dermbach, jetzt emeritierter Landesbischof der Evangelisch-Lutherischen Kirche in Thüringen
- Philipp Marschall (* 1988), Mitglied der WSV Dermbach, Juniorenweltmeister 2008 in Mals im Skilanglauf, jetzt Biathlet
- Cäsar Rüstow (1826–1866), Militärschriftsteller und preußischer Offizier